# Liscate
Liscate is een gemeente in de Italiaanse metropolitane stad Milaan (regio Lombardije) en telt 3606 inwoners (31-12-2004). De oppervlakte bedraagt 9,3 km², de bevolkingsdichtheid is 379 inwoners per km².

## Demografie
Liscate telt ongeveer 1385 huishoudens. Het aantal inwoners steeg in de periode 1991-2001 met 9,3% volgens cijfers uit de tienjaarlijkse volkstellingen van ISTAT.
| Jaar | Inwoneraantal |
| ---- | ------------- |
| 1991 | 3117          |
| 2001 | 3408          |

## Geografie
Liscate grenst aan de volgende gemeenten: Melzo, Vignate, Truccazzano, Settala, Comazzo (LO).